# Nellie Halstead
Nellie Halstead est une athlète britannique spécialiste du sprint, née le 19 novembre 1910 à Radcliffe et morte en novembre 1991 à Bury. Elle est également spécialiste de cross-country et une joueuse de football reconnue au Royaume-Uni.
La carrière athlétique de Nellie Halstead coïncide avec les débuts de l'athlétisme féminin et elle participe en sprint aux Jeux mondiaux de 1930 à Prague, aux Jeux olympiques de 1932 à Los Angeles et aux Jeux de l'Empire de 1934 à Londres.

## Biographie
Nellie Halstead est née à Radcliffe, en Angleterre, en 1910. 
Son père, Charles Halstead, est charretier et est né à Radcliffe. Sa mère, Florence Anne, est née à Worcestershire. Elle a trois frères et sœurs et cinq demi-frères et demi-sœurs.
Elle est une figure majeure du sprint, concourant pour l'Angleterre et le Royaume-Uni à l'international. Elle participe entre autres aux Jeux mondiaux de 1930 à Prague, aux Jeux olympiques de 1932 à Los Angeles et aux Jeux de l'Empire de 1934 à Londres. Elle est d'abord affiliée au Bury Athletic Club puis au Radcliffe Athletic Club.
L'éventail de distance et de type de course auxquelles elle participe est large. Spécialiste du cross-country, elle remporte deux fois le titre national féminin et participe à la première course internationale de cross-country entre l'Angleterre et l'Écosse. 
Après sa carrière en course, Nellie Halstead rejoint l'équipe féminine de football de Bolton et est une joueuse de golf reconnue au club de Lowes Park, près de Bury,.
Elle a également eu une vie professionnelle en dehors du sport. Elle a d'abord été tisserande chez Pioneer Mills à Radcliffe, puis travaille au début de sa carrière d'athlète dans une brasserie locale, en tant que soudeuse chez Mather and Platt's et commerçante sur le marché de Radcliffe,.
Nellie Halstead décéde le 11 novembre 1991, à l'âge de 81 ans, à l'hôpital général de Bury à la suite d'une attaque cérébrale. Une plaque à sa mémoire est placée au crématorium de Radcliffe,.

## Carrière sportive en sprint
Sa carrière d'athlète débute à la fin des années 1920 et au début des années 1930. Elle court pour le Bury Athletic Club où elle devient capitaine de l'équipe féminine et est entraînée par George Scaife,.
Lors des championnats de 1931 à Stamford Bridge, Nellie Halstead est devenue la première femme à remporter trois titres en gagnant les 100 yards, les 200 yards et le quart de mile dans lequel elle a établi un nouveau record du monde de 58 secondes 4/5,. 
En 1932, elle participe au 440 yards et bat à nouveau le record du monde (56 secondes et 4/5). Elle conserve également d'une part son titre au 220 yards avec un temps de 25 seconde 3/5, et d'autre part son titre sur le quart de mille en battant son propre record du monde de deux secondes. Ce record reste ensuite valable pendant 22 ans,,.
Aux championnats de 1933 et de 1934, elle remporte respectivement le 400 mètres et le 200 mètres,.
Lors des championnats de 1935 à White City (Londres), Nellie Halstead gagne le 800 mètres en battant le record britannique en 2 minutes 15 secondes,.
En 1938, elle participe à l'épreuve du 800 mètres mais son départ est suspendu quelques minutes avant qu'elle ne soit autorisée à courir. Elle remporte le course face à Olive Hall,.

Nellie Halstead a également participé à plusieurs championnats internationaux, à commencer par la troisième Olympiade féminine à Prague en 1930.
Elle participe aux Jeux olympiques de 1932 à Los Angeles au sein d'une équipe féminine d'athlétisme composée de quatre autres athlètes : Ethel Johnson, Gwendoline Porter, Violet Webb et la capitaine Eileen Hiscock. Elle remporte la médaille de bronez avec l'équipe féminine du relais 4 x 100 m (47,6 secondes) derrière les Etats-Unis (46,9 secondes, nouveau record du monde) et le Canada (47 secondes),. À son retour à Radcliffe, elle est accueillie par 10 000 supporters.
Lors des Jeux de l'Empire britannique de 1934 à White City (Londres), Nellie Halstead remporte une médaille dans chacune des trois épreuves où elle participe. Dans le 220 yards, elle termine troisième avec un temps de 25,6 secondes derrière sa coéquipière Eileen Hiscock et la Canadienne Aileen Meagher. Elle participe au relai 440 yards, composé de trois coureuses, dans lequel elle a couru 220 yards et Eileen Hiscock et Elsie Magurie ont toutes deux couru 110 yards. Elles gagnent la médaille d'or avec un temps de 49,4 secondes. Par équipe, Nellie Halstead termine deuxième après les Canadiennes au relai 660 yards. Elle court 220 yards avec Eileen Hiscock, Ethel Johnson et Ivy Walker courant 110 yards chacune,.
Elle participe à ces jeux de 1934 avec son frère, Edwin Halstead qui remporte une médaille d'argent au lancer du javelot féminin,.
C'est avant leur participation aux Jeux de 1934 que Nellie et Edwin Halstead partent du club d'athlétique de Bury pour rejoindre celui de Radcliffe. Elle souhaitait courir avec les hommes lors des entraînements mais le Bury A. C. ne l'autorise pas,.

### Palmarès
| Date | Compétition                  | Lieu        | Résultat | Épreuve         | Performance |
| ---- | ---------------------------- | ----------- | -------- | --------------- | ----------- |
| 1932 | Jeux olympiques d'été        | Los Angeles | 3e       | 4 × 100 m       | 47 s 6      |
| 1934 | Jeux de l'Empire britannique | Londres     | 3e       | 220 yards       |             |
| 1934 | Jeux de l'Empire britannique | Londres     | 1re      | 110-220-110     | 49 s 4      |
| 1934 | Jeux de l'Empire britannique | Londres     | 2e       | 110-220-110-220 |             |

### Records
| Épreuve    | Performance | Date |
| ---------- | ----------- | ---- |
| 100 mètres | 12 s 3e     | 1933 |

## Carrière sportive en cross-country
Nellie Halstead est connue l'éventail de distances qu'elle peut courir, autant en sprint qu'en cross. Trois semaines après avoir commencé cette discipline, en 1935, elle remporte le championnat national de cross-country à Morecambe, affirmant qu'elle avait participé à la course pour accompagner ses coéquipiers de Radcliffe Harriers. Elle remporte deux fois le titre national de cross-country féminin et participe à la première course internationale de cross-country entre l'Angleterre et l'Écosse. Lors de la course nationale de cross-country de 1935 à Longbridge (Birmingham), elle concoure pour Radcliffe et bat la quintuple championne, Miss L. D. Styles. L'année suivante, elle remporte sous la neige le Northern Cross Country Championship à Norton (Sheffield),.

## Carrière sportive en football
Selon l'historienne Jean Williams (en), à la fin de sa carrière de sprint, Halstead devient avant centre au sein du Dick, Kerr's Ladies Football Club,. Elle a joué pour l'équipe féminine de Bolton en 1939,,. En 1946, Nellie Halstead participe à un match caritatif au sein de l'équipe féminine de Bolton contre l'équipe de Preston, dirigée par Lily Parr.